# Parasipyloidea
Parasipyloidea is een geslacht van Phasmatodea uit de familie Diapheromeridae. De wetenschappelijke naam van dit geslacht is voor het eerst geldig gepubliceerd in 1908 door Redtenbacher.

## Soorten
Het geslacht Parasipyloidea omvat de volgende soorten:
- Parasipyloidea acuminata Redtenbacher, 1908
- Parasipyloidea aenea Redtenbacher, 1908
- Parasipyloidea emeiensis Chen & He, 1994
- Parasipyloidea exigua Günther, 1934
- Parasipyloidea fictus (Redtenbacher, 1908)
- Parasipyloidea minuta Redtenbacher, 1908
- Parasipyloidea montana Redtenbacher, 1908
- Parasipyloidea novaeguineae Redtenbacher, 1908
- Parasipyloidea rugulosa Chen & He, 2008
- Parasipyloidea scalprifera (Günther, 1935)
- Parasipyloidea seiferti Hennemann, 2002
- Parasipyloidea shiva (Westwood, 1859)
- Parasipyloidea zehntneri Redtenbacher, 1908